# Ōyama Iwao

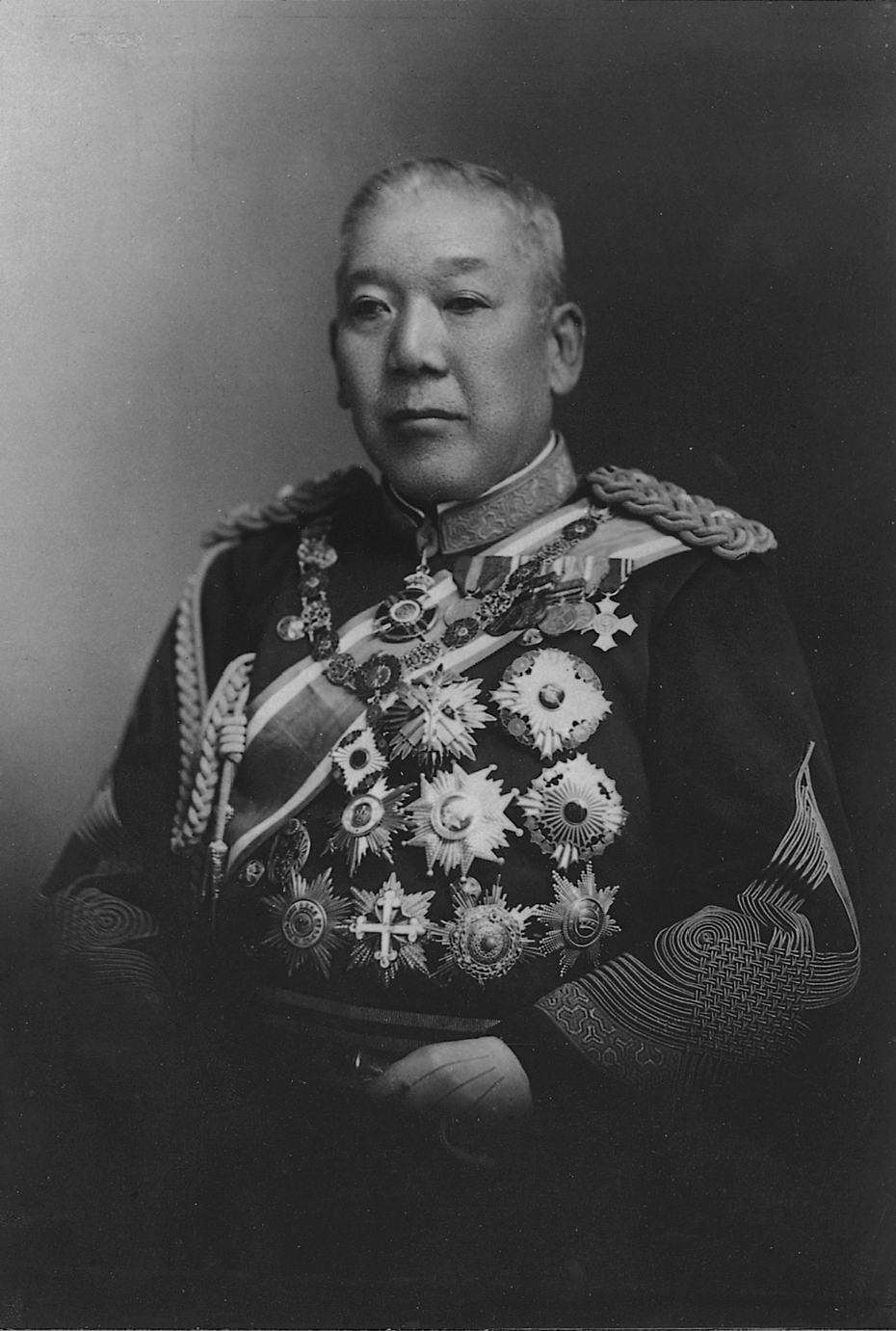
Generalfeldmarschall Ōyama

Ōyama Iwao (japanisch 大山 巌; * 12. November 1842 in Kagoshima, Provinz Satsuma (heute: Präfektur Kagoshima); † 10. Dezember 1916 in Tokio) war ein japanischer Generalfeldmarschall (Gensui) und Oberbefehlshaber im Russisch-Japanischen Krieg.

## Leben

### Beginn der Karriere

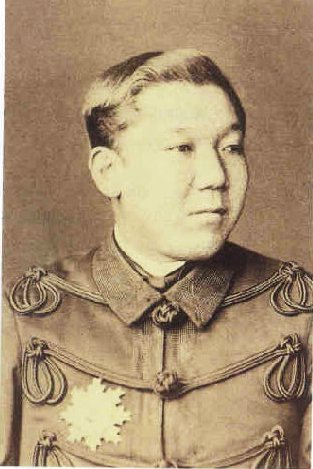
Ōyama Iwao in jungen Jahren

Ōyama wurde als Sohn in eine Samuraifamilie im Satsuma-han hineingeboren und ging zu Beginn der Meiji-Restauration zum Militär. In diese Zeit fiel der Besuch des britischen Militärmusikers John William Fenton, der die jungen Offiziere zu einer Nationalhymne inspirierte. Ōyama, der lyrisch und musisch sehr begabt war, kannte sich gut in japanischer und chinesischer Literatur aus und schlug als Text der Nationalhymne ein altes japanisches Gedicht vor (Kimigayo).

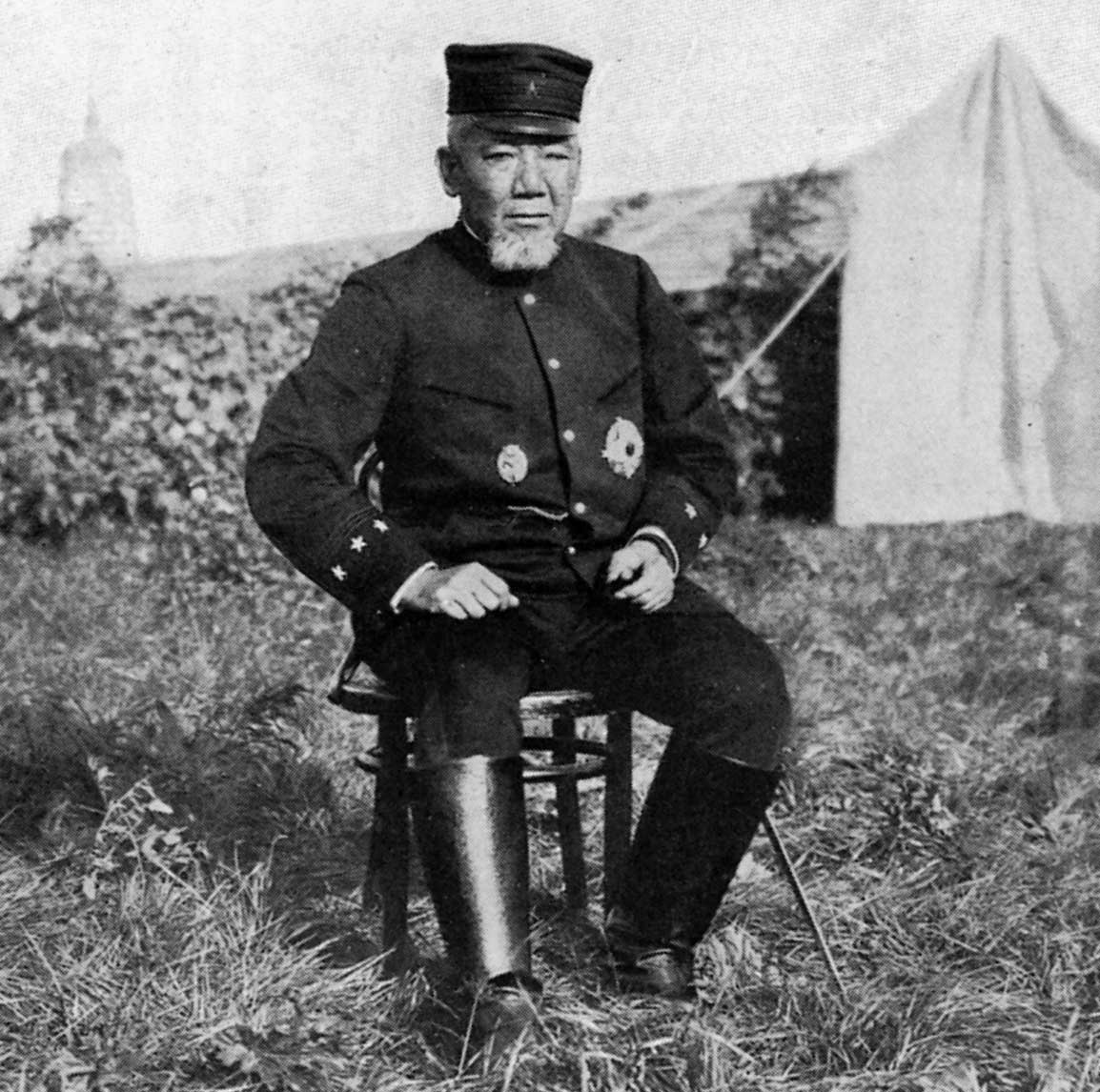
Ōyama während des russisch-japanischen Krieges

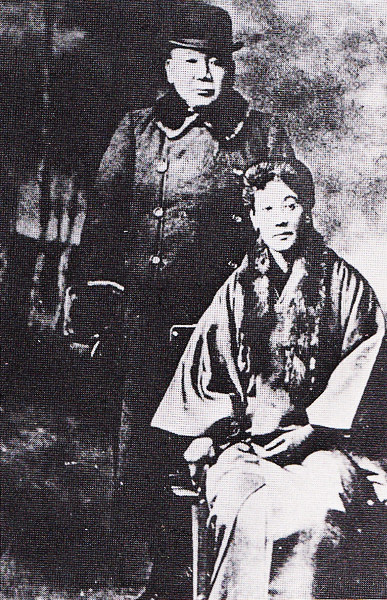
Ōyama mit seiner zweiten Frau Sutematsu

1870 wurde er nach Europa geschickt um sich an der renommierten französischen Militärschule Saint-Cyr weiterzubilden. In dieser Zeit war er der erste Kunde von Louis Vuitton, der ihm das Gepäck für seinen Aufenthalt in Europa dabei herstellte. Er verbrachte auch eine Zeit in Genf, um sich dort mit Fremdsprachen zu beschäftigen. Er erlernte bei diesem Auslandsaufenthalt beispielsweise die russische Sprache perfekt.

### Als Befehlshaber
Im Ersten Japanisch-Chinesischen Krieg wurde er zum Befehlshaber der 2. Armee ernannt und eroberte die strategisch wichtige Stadt Port Arthur und die Festungen von Weihai. Daraufhin wurde er vom Tennō Meiji zum Kōshaku (Markgraf) und 1898 zum Gensui (Generalfeldmarschall) ernannt. 
Während des Boxeraufstandes wurde er Generalstabschef der japanischen Armee. Während des Aufstandes hatte er enge und freundschaftliche Kontakte zum Oberbefehlshaber der multinationalen Truppe, dem deutschen Generalfeldmarschall Alfred Graf von Waldersee. Waldersee besuchte Japan nach Beendigung der Kämpfe in China und natürlich auch Ōyama. Beide unterhielten sich über die kommenden Probleme mit dem russischen Zarenreich. Waldersee fertigte für sich privat in Hannover einen Aufmarschplan der japanischen Armee an, der unabhängig von Ōyama fast deckungsgleich mit dessen war.
Im Russisch-Japanischen Krieg führte er die Truppen der japanischen Armee und war siegreich in seinem Feldzug gegen das russische Zarenreich in der Mandschurei. Er bekam daraufhin vom Tenno Meiji den höchsten vergebbaren Adelstitel Kōshaku (Fürst) verliehen und ein Prunkschwert zum Geschenk.
Automatisch hatte Ōyama durch diesen Adelstitel gleichzeitig einen Sitz im Herrenhaus des japanischen Parlaments bekommen.

### Politik
Mehrmals war Ōyama Heeresminister in verschiedenen japanischen Kabinetten und immer ein deutlicher Gegner von liberaler Demokratisierung Japans gewesen, so dass er als konservativer Hardliner einzustufen ist. Durch seine politische Haltung als erfolgreicher Feldherr war er für die kommenden Generationen von politischen Militärs Japans ein wichtiges Vorbild.
1912 wurde er zum Genrō (Mitglied des Rates der älteren Staatsmänner) ernannt.

### Privat
Er war ein sehr belesener und gebildeter Mann, der einige Fremdsprachen fließend beherrschte. Diesen Hang zu Ausländischem spiegelte auch sein Haus in Tokio wider, das er im Stil eines deutschen Schlosses bauen ließ. Seiner Frau gefiel das Haus nicht sonderlich und sie bestand darauf, dass einige Räume rein japanisch eingerichtet wurden. Über den Stil des Hauses gab es viele Kontroversen innerhalb der japanischen Elite. Das Haus wurde bei amerikanischen Bomberangriffen im Zweiten Weltkrieg vollständig zerstört.

### Tod
Ōyama war im Vergleich zum japanischen Durchschnitt von sehr großer Statur und liebte gutes Essen. Er war übergewichtig und bekam in späteren Jahren Diabetes, der mit den bekannten Sekundärkrankheiten einherging und an dem er schließlich im Alter von 74 Jahren verstorben ist.